# Chilly Friday
Chilly Friday är ett grönländskt rockband bestående av fyra män.

## Historia
Bandet grundades då Alex och Malik pratade om att starta ett nytt, stort rockband. Alex kände Angunnguaq från tidigare och Angunnguaq var inte sen med att tacka ja till, vad han ansåg vara ett erbjudande. 
Gruppen började skicka in demon till olika grönländska skivbolag. Skivbolaget Atlantic Records svarade några månader senare och ville att de skulle spela in en skiva. Atlantic har sin studio i staden Nanortalik så hela gruppen åkte dit för att spela in skivan Inuiaat 2000. Inuiaat betyder ungefär Modernt grönländskt folk.
När Chilly Friday började spela in sin skiva fick de besök av belgen Jan DeVroede som ville att de skulle passa på att spela in en musikvideo. Jan spelade även keyboard vilket var precis vad gruppen behövde. Chilly Friday frågade senare om Jan kunde ansluta sig till gruppen, vilket han gjorde.
Låtarna är mestadels på grönländska men även engelskspråkiga låtar finns. Låten Iggo anses vara gruppens stora genomslagslåt och debutskivan Inuiaat har sålt silver och passerar snart guldgränsen (10% av befolkningen har köpt skivan). Jan lämnade senare gruppen och istället blev Henrik en ny bandmedlem.

## Bandmedlemmar
- Malik Kleist, sång
- Henrik Møller Jensen, bas
- Alex Andersen, trummor
- Angunnguaq Larsen, gitarr

## Diskografi
- 2000 – Inuiaat 2000
- 2001 – Saamimmiit Talerpianut
- 2004 - Tribute
- 2006 – M/S Kalaallit Nunaat